# Ich schau den weißen Wolken nach

Nana Mouskouri auf Fontana 261 289

Ich schau den weißen Wolken nach, ist der Titel eines Foxtrotts, der von Manos Hadjidakis und Hans Bradtke geschrieben wurde. Von Nana Mouskouri gesungen, wurde er 1962 in Deutschland zu einem Nummer-eins-Hit.

## Nana-Mouskouri-Version

### Vorgeschichte
1962 war der Grieche Manos Hadjidakis, der die Musik zu Ich schau den weißen Wolken nach komponiert hat, kein Unbekannter mehr. Schon 1960 hatte er die Musik zu dem Nummer-eins-Hit Ein Schiff wird kommen geschrieben. Das Duo Hadjidakis und Texter Hans Bradtke hatte 1961 für Nana Mouskouri bereits den Titel Weiße Rosen aus Athen geschaffen, der ebenfalls zum Spitzenreiter in den deutschen Hitparaden wurde. Er war von der holländisch-deutschen Plattenfirma Fontana auf der ersten deutschsprachigen  Nana-Mouskouri-Schallplatte veröffentlicht worden. Der Titel Ich schau den weißen Wolken nach war für die zweite Single in Deutschland vorgesehen. Der Text von Hans Bradtke ist in die Kategorie Sehnsuchtslied einzuordnen, es geht um Träume, Ferne, Liebe und Wiederkehr („Auch wenn du in der Ferne bist ist meine Liebe bei dir.“). Allerdings hatte sich Fontana dafür entschieden, ihn auf die B-Seite zu nehmen, zum A-Seiten-Titel wurde das Lied Einmal weht der Südwind wieder bestimmt. Die Single wurde von Fontana im März 1962, unmittelbar nach dem Ausscheiden von Weiße Rosen aus Athen aus den Hitparaden, mit der Katalog-Nummer 261 289 auf den Markt gebracht.

### Erfolge
Nana Mouskouris Version des Titels Ich schau den weißen Wolken nach erschien bereits kurz nachdem die Single im Handel war, am 7. April 1962 in der Hitliste Top 50 der deutschen Musikzeitschrift Musikmarkt. Drei Wochen später hatte das Lied die Top 10 erreicht und verdrängte am 14. Juli Mina mit Heißer Sand vom ersten Platz. Die Spitzenposition behielt Nana Mouskouri sieben Wochen lang, ihr Lied wurde insgesamt 29 Wochen in den Top 50 geführt. Das Jugendmagazin Bravo bewertete Ich schau den weißen Wolken nach in seiner Musicbox 22 Wochen lang und wies ihr als besten Rang Platz zwei zu. In der populären Hitparade des damals einzigen deutschsprachigen Musiksenders Radio Luxemburg lief es weniger erfolgreich. Ich schau den weißen Wolken nach platzierte sich erstmals mit Platz elf am 13. Mai 1962, stieg danach bis zum achten Platz auf, war aber am 3. Juni schon wieder aus der Hitparade verschwunden.

## Coverversionen
Die bekannteste Coverversion auf einer Single wurde von der Plattenfirma Electrola mit Lale Andersen herausgebracht. Sie erschien nur wenig später als Nana Mouskouris Version, konnte sich aber in den Hitwertungen nicht platzieren. Wie oft hängte sich auch wieder das Billiglabel Tempo an der Erfolg an und veröffentlichte seine Version mit Charlotte Marian. Das junge Label Weltmelodie produzierte mit der ebenso jungen 13-jährigen Mary Roos eine weitere Coverversion.
Der Erfolg in Deutschland animierte Texter in anderen Ländern, eine Version in ihrer Sprache zu verfassen. In Schweden sang Ann-Louise Hanson einen Text von Stieg Anderson (Vita sommarmoln), in Dänemark hieß das Lied Hvide aftensky'r und wurde von der Sängerin Lise-Lotte interpretiert. Die finnische Erfolgssängerin Vieno Kekkonen veröffentlichte den Titel Kun poutapilvet nähdä saan, geschrieben von ihrem Landsmann Sauvo Puhtila. Auf der 2008 erschienenen CD The Girl from Greece singt Nana Mouskouri eine Version in englischer Sprache.

## Diskografie
| Interpreten       | Titel                            | Label              | veröffentlicht |
| ----------------- | -------------------------------- | ------------------ | -------------- |
| Nana Mouskouri    | Ich schau den weißen Wolken nach | Fontana 261289     | 3/1962         |
| Lale Andersen     | Ich schau den weißen Wolken nach | Electrola 22140    | 4/1962         |
| Mary Roos         | Ich schau den weißen Wolken nach | Weltmelodie 3023   | 5/1962         |
| Charlotte Marian  | Ich schau den weißen Wolken nach | Tempo 863          | 1962           |
| Ann-Louise Hanson | Vita sommarmoln                  | Metronome MEP 9087 | Schweden 1962  |
| Vieno Kekkonen    | Kun poutapilvet nähdä saan       | Scandia            | Finnland 1963  |
| Lise-Lotte        | Hvide aftensky'r                 | Philips 355265     | Dänemark 1962  |